# Łużki (rejon orszański)
Łużki (biał. Лужкі; ros. Лужки, Łużki) – wieś na Białorusi, w obwodzie witebskim, w rejonie orszańskim, w sielsowiecie Mieżawa.
W lasach na północ od wsi, ok. 4,5 km w linii prostej od jej zabudowań, znajduje się przystanek kolejowy Łużki, położony na linii Witebsk – Orsza. Dawniej wokół przystanku znajdowała się osada Łużki, której odrębność administracyjną zlikwidowano w 2016.